# Уфра (полуостров)
Уфра (туркм. Ufra ýarymadasy) — полуостров в Туркменистане, расположенный на гористом северном берегу залива Туркменбашы, на востоке Каспийского моря.
На полуострове Уфра, южнее хребта Кубадаг, расположена горная группа Уфра. Полуостров Уфра ограничивает с востока бухту Муравьева, в которой расположен порт Красноводск.
Ландшафт местности — пустынный. Наивысшая точка полуострова имеет высоту 165 м.
По состоянию на 2024 год, в результате снижения уровня Каспийского моря, южный берег полуострова отошёл вглубь моря почти на 700 м, и дошёл до линии канала, который ведёт к причалам Военно-морских сил Туркменистана, расположенным на южном и восточном побережьях полуострова.